# 2026-os labdarúgó-világbajnokság-selejtező (AFC – 3. forduló)
A 2026-os labdarúgó-világbajnokság ázsiai selejtezőjének 3. fordulójának mérkőzéseit 2024. szeptember 5. és 2025. június 10. között játsszák.

## Formátum
A második forduló 18 továbbjutó csapatát három darab hatcsapatos csoportra osztják, ahol oda-visszavágós körmérkőzéseket játszanak egymással. A csoportok első két helyezettje kijut a világbajnokságra. A harmadik és negyedik helyezettek a negyedik fordulóba kerülnek.

## Sorsolás
A sorsolást 2024. június 27-én tartották Kuala Lumpurban. A kiemelés a 2024. júniusi FIFA-világranglista alapján történt. Minden kalapból minden csoportba egy csapat került, a húzás sorrendjében.
| 1. kalap                                                        | 2. kalap                                                 | 3. kalap                                                     |
| --------------------------------------------------------------- | -------------------------------------------------------- | ------------------------------------------------------------ |
| 1. Japán (17.) 2. Irán (20.) 3. Dél-Korea (22.)                 | 1. Ausztrália (23.) 2. Katar (35.) 3. Irak (55.)         | 1. Szaúd-Arábia (56.) 2. Üzbegisztán (62.) 3. Jordánia (68.) |
| 4. kalap                                                        | 5. kalap                                                 | 6. kalap                                                     |
| 1. Egyesült Arab Emírségek (69.) 2. Omán (76.) 3. Bahrein (81.) | 1. Kína (88.) 2. Palesztina (95.) 3. Kirgizisztán (101.) | 1. Észak-Korea (110.) 2. Indonézia (134.) 3. Kuvait (137.)   |

## Naptár
A mérkőzéseket a következő napokon játsszák:
| Játéknap     | Dátum(ok)            |
| ------------ | -------------------- |
| 1. játéknap  | 2024. szeptember 5.  |
| 2. játéknap  | 2024. szeptember 10. |
| 3. játéknap  | 2024. október 10.    |
| 4. játéknap  | 2024. október 15.    |
| 5. játéknap  | 2024. november 14.   |
| 6. játéknap  | 2024. november 19.   |
| 7. játéknap  | 2025. március 20.    |
| 8. játéknap  | 2025. március 25.    |
| 9. játéknap  | 2025. június 5.      |
| 10. játéknap | 2025. június 10.     |

## Csoportok

### A csoport
| Hely. | Csapat                  | M | Gy | D | V | G+ | G– | Gk | P | Továbbjutás                                |          | Irán     | Katar     | Üzbegisztán | Egyesült Arab Emírségek | Kirgizisztán | Észak-Korea |
| ----- | ----------------------- | - | -- | - | - | -- | -- | -- | - | ------------------------------------------ | -------- | -------- | --------- | ----------- | ----------------------- | ------------ | ----------- |
| 1.    | Irán                    | 0 | 0  | 0 | 0 | 0  | 0  | 0  | 0 | Kijut a 2026-os labdarúgó-világbajnokságra |          | —        | 4–1       | márc. 25.   | márc. 20.               | 1–0          | jún. 10.    |
| 2.    | Katar                   | 0 | 0  | 0 | 0 | 0  | 0  | 0  | 0 | Kijut a 2026-os labdarúgó-világbajnokságra |          | jún. 5.  | —         | nov. 14.    | 1–3                     | 3–1          | márc. 20.   |
| 3.    | Üzbegisztán             | 0 | 0  | 0 | 0 | 0  | 0  | 0  | 0 | Továbbjut a 4. fordulóba                   |          | 0–0      | jún. 10.  | —           | 1–0                     | márc. 20.    | 1–0         |
| 4.    | Egyesült Arab Emírségek | 0 | 0  | 0 | 0 | 0  | 0  | 0  | 0 | Továbbjut a 4. fordulóba                   |          | 0–1      | nov. 19.  | jún. 5.     | —                       | nov. 14.     | 1–1         |
| 5.    | Kirgizisztán            | 0 | 0  | 0 | 0 | 0  | 0  | 0  | 0 |                                            |          | nov. 19. | márc. 25. | 2–3         | jún. 10.                | —            | 1–0         |
| 6.    | Észak-Korea             | 0 | 0  | 0 | 0 | 0  | 0  | 0  | 0 |                                            | nov. 14. | 2–2      | nov. 19.  | márc. 25.   | jún. 5.                 | —            |             |

| 2024. szeptember 5. 19:00 (UTC+5) |

| Üzbegisztán    | 1–0               | Észak-Korea |
| -------------- | ----------------- | ----------- |
| Masharipov 20' | (1–0) Jegyzőkönyv |             |

| Milliy Stadion, Taskent Nézőszám: 24 205 Játékvezető: Ahmed Al-Kaf (ománi) |

| 2024. szeptember 5. 19:30 (UTC+3:30) |

| Irán       | 1–0               | Kirgizisztán |
| ---------- | ----------------- | ------------ |
| Taremi 34' | (1–0) Jegyzőkönyv |              |

| Azadi Stadion, Fuladshahr Nézőszám: 12 077 Játékvezető: Yusuke Araki (japán) |

| 2024. szeptember 5. 19:00 (UTC+3) |

| Katar         | 1–3               | Egyesült Arab Emírségek             |
| ------------- | ----------------- | ----------------------------------- |
| Al-Hassan 38' | (1–0) Jegyzőkönyv | Abdalla 68' Ibrahim 80' Saleh 90+4' |

| Ahmad bin Ali Stadion, Al-Rajján Nézőszám: 33 952 Játékvezető: Shaun Evans (ausztrál) |

| 2024. szeptember 10. 19:00 (UTC+7) |

| Észak-Korea                      | 2–2               | Katar                       |
| -------------------------------- | ----------------- | --------------------------- |
| Ri Il-song 19' Kang Kuk-chol 52' | (1–2) Jegyzőkönyv | Afíf 31' (11-esből) Ali 44' |

| New Laos National Stadium, Vientián (Laosz) Nézőszám: 140 Játékvezető: Nazmi Nasaruddin (maláj) |

| 2024. szeptember 10. 20:00 (UTC+6) |

| Kirgizisztán               | 2–3               | Üzbegisztán                            |
| -------------------------- | ----------------- | -------------------------------------- |
| Kojo 15' Abdurakhmanov 35' | (2–2) Jegyzőkönyv | Shomurodov 17' Aliqulov 45' Urunov 72' |

| Dolen Omurzakov Stadion, Biskek Nézőszám: 13 282 Játékvezető: Ahmed Al-Ali (kuvaiti) |

| 2024. szeptember 10. 20:00 (UTC+4) |

| Egyesült Arab Emírségek | 0–1               | Irán          |
| ----------------------- | ----------------- | ------------- |
|                         | (0–1) Jegyzőkönyv | Ghayedi 45+3' |

| Hazza bin Zayed Stadion, El-Ajn Nézőszám: 17 826 Játékvezető: Kim Jong-hyeok (dél-koreai) |

| 2024. október 10. 19:00 (UTC+5) |

| Üzbegisztán | 0–0         | Irán |
| ----------- | ----------- | ---- |
|             | Jegyzőkönyv |      |

| Milliy Stadion, Taskent Nézőszám: 33 829 Játékvezető: Shaun Evans (ausztrál) |

| 2024. október 10. 19:00 (UTC+3) |

| Katar                                      | 3–1               | Kirgizisztán |
| ------------------------------------------ | ----------------- | ------------ |
| Ali 39' Kozubaev 63' (öngól) Al-Hassan 81' | (1–0) Jegyzőkönyv | Shukurov 76' |

| Al-Thumama Stadion, Doha Nézőszám: 25 195 Játékvezető: Muhammad Taqi (szingapúri) |

| 2024. október 10. 20:00 (UTC+4) |

| Egyesült Arab Emírségek | 1–1               | Észak-Korea      |
| ----------------------- | ----------------- | ---------------- |
| Al-Ghassani 66'         | (0–0) Jegyzőkönyv | Jong Il-gwan 86' |

| Hazza bin Zayed Stadium, Al Ain Nézőszám: 8536 Játékvezető: Adham Makhadmeh (jordán) |

| 2024. október 15. 19:00 (UTC+5) |

| Üzbegisztán             | 1–0               | Egyesült Arab Emírségek |
| ----------------------- | ----------------- | ----------------------- |
| Shukurov 76' (11-esből) | (0–0) Jegyzőkönyv |                         |

| Milliy Stadion, Taskent Nézőszám: 32 773 Játékvezető: Ma Ning (kínai) |

| 2024. október 15. 20:00 (UTC+6) |

| Kirgizisztán | 1–0               | Észak-Korea |
| ------------ | ----------------- | ----------- |
| Brauzman 11' | (1–0) Jegyzőkönyv |             |

| Dolen Omurzakov Stadion, Biskek Nézőszám: 9769 Játékvezető: Khaled Al-Hoish (szaúd-arábiai) |

| 2024. október 15. 20:00 (UTC+4) |

| Irán                            | 4–1               | Katar   |
| ------------------------------- | ----------------- | ------- |
| Azmoun 42' 48' Mohebi 65' 90+8' | (1–1) Jegyzőkönyv | Ali 17' |

| Rashid Stadion, Dubaj (Egyesült Arab Emírségek) Nézőszám: 7890 Játékvezető: Yusuke Araki (japán) |

| 2024. november 14. 19:00 (UTC+7) |

| Észak-Korea                        | 2–3               | Irán                       |
| ---------------------------------- | ----------------- | -------------------------- |
| Taremi 56' (öngól) Kim Yu-song 59' | (0–3) Jegyzőkönyv | Ghayedi 29' Mohebi 41' 45' |

| New Laos National Stadium, Vientián (Laosz) Nézőszám: 100 Játékvezető: Sadullo Gulmurodi (tádzsik) |

| 2024. november 14. 19:15 (UTC+3) |

| Katar                     | 3–2               | Üzbegisztán        |
| ------------------------- | ----------------- | ------------------ |
| Ali 25' 41' Mendes 90+12' | (2–0) Jegyzőkönyv | Fayzullaev 75' 80' |

| Jassim bin Hamad Stadium, Doha Nézőszám: 10 759 Játékvezető: Kim Jong-hyeok (dél-koreai) |

| 2024. november 14. 20:15 (UTC+4) |

| Egyesült Arab Emírségek    | 3–0               | Kirgizisztán |
| -------------------------- | ----------------- | ------------ |
| Abdalla 15' 89' Meloni 35' | (2–0) Jegyzőkönyv |              |

| Mohammed bin Zayed Stadium, Abu-Dzabi Nézőszám: 6238 Játékvezető: Ahmed Al-Kaf (ománi) |

| 2024. november 19. 19:00 (UTC+7) |

| Észak-Korea | 0–1               | Üzbegisztán    |
| ----------- | ----------------- | -------------- |
|             | (0–1) Jegyzőkönyv | Fayzullaev 44' |

| New Laos National Stadium, Vientián (Laosz) Nézőszám: 166 Játékvezető: Ahmed Al-Ali (kuvaiti) |

| 2024. november 19. 20:00 (UTC+6) |

| Kirgizisztán            | 2–3               | Irán                              |
| ----------------------- | ----------------- | --------------------------------- |
| Kojo 51' 64' (11-esből) | (0–2) Jegyzőkönyv | Taremi 12' Hardani 33' Azmoun 76' |

| Dolen Omurzakov Stadion, Biskek Nézőszám: 10 021 Játékvezető: Ma Ning (kínai) |

| 2024. november 19. 20:00 (UTC+4) |

| Egyesült Arab Emírségek                                     | 5–0               | Katar |
| ----------------------------------------------------------- | ----------------- | ----- |
| Lima 4' 45' (11-esből) 45+5' 56' (11-esből) Al-Ghassani 73' | (3–0) Jegyzőkönyv |       |

| Al Nahyan Stadium, Abu-Dzabi Nézőszám: 13 825 Játékvezető: Khalid Saleh Al-Turais (szaúd-arábiai) |

| 2025. március 20. 19:30 (UTC+3:30) |

| Irán | – | Egyesült Arab Emírségek |
| ---- | - | ----------------------- |
|      |   |                         |

| Azadi Stadion, Teherán |

| 2025. március 20. 21:15 (UTC+3) |

| Katar | – | Észak-Korea |
| ----- | - | ----------- |
|       |   |             |

| Dzsassim bin Hamad Stadion, Doha |

| 2025. március 20. 21:00 (UTC+5) |

| Üzbegisztán | – | Kirgizisztán |
| ----------- | - | ------------ |
|             |   |              |

| Milliy Stadion, Taskent |

| 2025. március 25. 19:30 (UTC+3:30) |

| Irán | – | Üzbegisztán |
| ---- | - | ----------- |
|      |   |             |

| Azadi Stadion, Teherán |

| 2025. március 25. 19:45 (UTC+6) |

| Kirgizisztán | – | Katar |
| ------------ | - | ----- |
|              |   |       |

| Dolen Omurzakov Stadion, Biskek |

| 2025. március 25. 21:15 (UTC+3) |

| Észak-Korea | – | Egyesült Arab Emírségek |
| ----------- | - | ----------------------- |
|             |   |                         |

| Faisal bin Fahd herceg városi sportstadionja, Rijád (Szaúd-Arábia) |

| 2025. június 5. |

| Katar | – | Irán |
| ----- | - | ---- |
|       |   |      |

|  |

| 2025. június 5. |

| Egyesült Arab Emírségek | – | Üzbegisztán |
| ----------------------- | - | ----------- |
|                         |   |             |

|  |

| 2025. június 5. |

| Észak-Korea | – | Kirgizisztán |
| ----------- | - | ------------ |
|             |   |              |

|  |

| 2025. június 10. |

| Irán | – | Észak-Korea |
| ---- | - | ----------- |
|      |   |             |

| Azadi Stadion, Teherán |

| 2025. június 10. |

| Üzbegisztán | – | Katar |
| ----------- | - | ----- |
|             |   |       |

| Milliy Stadion, Taskent |

| 2025. június 10. |

| Kirgizisztán | – | Egyesült Arab Emírségek |
| ------------ | - | ----------------------- |
|              |   |                         |

| Dolen Omurzakov Stadion, Biskek |

### B csoport
| Hely. | Csapat     | M | Gy | D | V | G+ | G– | Gk | P  | Továbbjutás                                |     | Dél-Korea | Irak     | Jordánia  | Omán      | Kuvait    | Palesztina |
| ----- | ---------- | - | -- | - | - | -- | -- | -- | -- | ------------------------------------------ | --- | --------- | -------- | --------- | --------- | --------- | ---------- |
| 1.    | Dél-Korea  | 6 | 4  | 2 | 0 | 12 | 5  | +7 | 14 | Kijut a 2026-os labdarúgó-világbajnokságra |     | —         | 3–2      | márc. 25. | márc. 20. | jún. 10.  | 0–0        |
| 2.    | Irak       | 6 | 3  | 2 | 1 | 5  | 3  | +2 | 11 | Kijut a 2026-os labdarúgó-világbajnokságra |     | jún. 5.   | —        | 0–0       | 1–0       | márc. 20. | 1–0        |
| 3.    | Jordánia   | 6 | 2  | 3 | 1 | 9  | 5  | +4 | 9  | Továbbjut a 4. fordulóba                   |     | 0–2       | jún. 10. | —         | 4–0       | 1–1       | márc. 20.  |
| 4.    | Omán       | 6 | 2  | 0 | 4 | 6  | 9  | −3 | 6  | Továbbjut a 4. fordulóba                   |     | 1–3       | 0–1      | jún. 5.   | —         | 4–0       | 1–0        |
| 5.    | Kuvait     | 6 | 0  | 4 | 2 | 5  | 11 | −6 | 4  |                                            |     | 1–3       | 0–0      | 1–1       | márc. 25. | —         | jún. 5.    |
| 6.    | Palesztina | 6 | 0  | 3 | 3 | 4  | 8  | −4 | 3  |                                            | 1–1 | márc. 25. | 1–3      | jún. 10.  | 2–2       | —         |            |

| 20:00 (UTC+9) |

| Dél-Korea | 0–0         | Palesztina |
| --------- | ----------- | ---------- |
|           | Jegyzőkönyv |            |

| Szöuli Világbajnoki Stadion, Szöul Nézőszám: 59 579 Játékvezető: Alirezá Fagáni (ausztrál) |

| 2024. szeptember 5. 19:00 (UTC+3) |

| Irak        | 1–0               | Omán |
| ----------- | ----------------- | ---- |
| Hussein 13' | (1–0) Jegyzőkönyv |      |

| Baszrai Nemzetközi Stadion, Baszra Nézőszám: 63 720 Játékvezető: Khalid Al-Turais (szaúd-arábiai) |

| 2024. szeptember 5. 21:00 (UTC+3) |

| Jordánia      | 1–1               | Kuvait                  |
| ------------- | ----------------- | ----------------------- |
| Al-Tamari 14' | (1–0) Jegyzőkönyv | Nasser 90+2' (11-esből) |

| Ammáni Nemzetközi Stadion, Ammán Nézőszám: 13 555 Játékvezető: Adel Al-Naqbi (Egyesült Arab Emírségekbeli) |

| 2024. szeptember 10. 22:00 (UTC+8) |

| Palesztina   | 1–3               | Jordánia                         |
| ------------ | ----------------- | -------------------------------- |
| Abou Ali 41' | (1–1) Jegyzőkönyv | Al-Naimat 5' 50' Al-Rawabdeh 72' |

| Kuala Lumpur Stadion, Kuala Lumpur (Malajzia) Nézőszám: 3012 Játékvezető: Majed Al-Shamrani (szaúd-arábiai) |

| 2024. szeptember 10. 18:00 (UTC+4) |

| Omán                          | 1–3               | Dél-Korea                                             |
| ----------------------------- | ----------------- | ----------------------------------------------------- |
| Csong Szunghjon 45+2' (öngól) | (1–1) Jegyzőkönyv | Hvang Hicshan 10' Szon Hungmin 82' Joo Min-kyu 90+11' |

| Sultan Qaboos Sports Complex, Maszkat Nézőszám: 27 144 Játékvezető: Ma Ning (kínai) |

| 2024. szeptember 10. 21:00 (UTC+3) |

| Kuvait | 0–0         | Irak |
| ------ | ----------- | ---- |
|        | Jegyzőkönyv |      |

| Jaber Al-Ahmad International Stadium, Kuvaitváros Nézőszám: 58 000 Játékvezető: Hiroyuki Kimura (japán) |

| 2024. október 10. 17:00 (UTC+3) |

| Jordánia | 0–2               | Dél-Korea                         |
| -------- | ----------------- | --------------------------------- |
|          | (0–1) Jegyzőkönyv | Lee Jae-sung 38' Oh Hyeon-gyu 68' |

| Ammáni Nemzetközi Stadion, Ammán Nézőszám: 14 655 Játékvezető: Hiroyuki Kimura (japán) |

| 2024. október 10. 20:00 (UTC+4) |

| Omán                                           | 4–0               | Kuvait |
| ---------------------------------------------- | ----------------- | ------ |
| Al-Mushaifri 17' 58' Al-Ghassani 30' Fawaz 79' | (2–0) Jegyzőkönyv |        |

| Sultan Qaboos Sports Complex, Maszkat Nézőszám: 25 891 Játékvezető: Alireza Faghani (ausztrál) |

| 2024. október 10. 21:00 (UTC+3) |

| Irak        | 1–0               | Palesztina |
| ----------- | ----------------- | ---------- |
| Hussein 31' | (1–0) Jegyzőkönyv |            |

| Baszrai Nemzetközi Stadion, Baszra Nézőszám: 44 773 Játékvezető: Adel Al-Naqbi (egyesült arab emírségekbeli) |

| 2024. október 15. 20:00 (UTC+9) |

| Dél-Korea                                       | 3–2               | Irak                     |
| ----------------------------------------------- | ----------------- | ------------------------ |
| Oh Se-hun 41' Oh Hyeon-gyu 74' Lee Jae-sung 83' | (1–0) Jegyzőkönyv | Hussein 50' Bayesh 90+5' |

| Yongin Mireu Stadium, Jongin Nézőszám: 35 198 Játékvezető: Rustam Lutfullin (üzbegisztáni) |

| 2024. október 15. 19:00 (UTC+3) |

| Jordánia                                   | 4–0               | Omán |
| ------------------------------------------ | ----------------- | ---- |
| Al-Naimat 26' 54' Olwan 49' (11-esből) 87' | (1–0) Jegyzőkönyv |      |

| Ammáni Nemzetközi Stadion, Ammán Nézőszám: 14 515 Játékvezető: Khalid Al-Turais (szaúd-arábiai) |

| 2024. október 15. 19:00 (UTC+3) |

| Palesztina                           | 2–2               | Kuvait                    |
| ------------------------------------ | ----------------- | ------------------------- |
| Abou Ali 41' (11-esből) Qunbar 90+3' | (1–1) Jegyzőkönyv | Nasser 31' (11-esből) 80' |

| Jassim bin Hamad Stadium, Al-Rajján (Katar) Nézőszám: 1827 Játékvezető: Abdulrahman Al-Jassim (katari) |

| 2024. november 14. 17:00 (UTC+3) |

| Kuvait    | 1–3               | Dél-Korea                                                |
| --------- | ----------------- | -------------------------------------------------------- |
| Daham 60' | (0–2) Jegyzőkönyv | Oh Se-hun 10' Szon Hungmin 19' (11-esből) Bae Jun-ho 74' |

| Jaber Al-Ahmad International Stadium, Kuvaitváros Nézőszám: 22 791 Játékvezető: Shaun Evans (ausztrál) |

| 2024. november 14. 20:00 (UTC+4) |

| Omán            | 1–0               | Palesztina |
| --------------- | ----------------- | ---------- |
| Al-Ghassani 83' | (0–0) Jegyzőkönyv |            |

| Sultan Qaboos Sports Complex, Maszkat Nézőszám: 21 754 Játékvezető: Fu Ming (kínai) |

| 2024. november 14. 19:15 (UTC+3) |

| Irak | 0–0         | Jordánia |
| ---- | ----------- | -------- |
|      | Jegyzőkönyv |          |

| Baszrai Nemzetközi Stadion, Baszra Nézőszám: 65 000 Játékvezető: Mohammed Al Hoish (szaúd-arábiai) |

| 2024. november 19. 17:00 (UTC+3) |

| Palesztina | 1–1               | Dél-Korea        |
| ---------- | ----------------- | ---------------- |
| Qunbar 12' | (1–1) Jegyzőkönyv | Szon Hungmin 16' |

| Amman International Stadium, Ammán (Jordánia) Nézőszám: 2405 Játékvezető: Yusuke Araki (japán) |

| 2024. november 19. 20:00 (UTC+4) |

| Omán | 0–1               | Irak     |
| ---- | ----------------- | -------- |
|      | (0–1) Jegyzőkönyv | Amyn 36' |

| Sultan Qaboos Sports Complex, Maszkat Nézőszám: 26 377 Játékvezető: Omar Mohamed Al Ali (Egyesült Arab Emírségekbeli) |

| 2024. november 19. 21:15 (UTC+3) |

| Kuvait    | 1–1               | Jordánia      |
| --------- | ----------------- | ------------- |
| Daham 68' | (0–1) Jegyzőkönyv | Al-Naimat 21' |

| Jaber Al-Ahmad International Stadium, Kuvaitváros Nézőszám: 29 400 Játékvezető: Nazmi Nasaruddin (maláj) |

| 2025. március 20. 20:00 (UTC+9) |

| Dél-Korea | – | Omán |
| --------- | - | ---- |
|           |   |      |

| Kojang Stadion, Kojang |

| 2025. március 20. 21:15 (UTC+3) |

| Irak | – | Kuvait |
| ---- | - | ------ |
|      |   |        |

| Baszrai Nemzetközi Stadion, Baszra |

| 2025. március 20. 21:15 (UTC+3) |

| Jordánia | – | Palesztina |
| -------- | - | ---------- |
|          |   |            |

| Ammáni Nemzetközi Stadion, Ammán |

| 2025. március 25. 20:00 (UTC+9) |

| Dél-Korea | – | Jordánia |
| --------- | - | -------- |
|           |   |          |

| Szuvon Világbajnoki Stadion, Szuvon |

| 2025. március 25. 21:15 (UTC+3) |

| Palesztina | – | Irak |
| ---------- | - | ---- |
|            |   |      |

| Amman International Stadium, Ammán (Jordánia) |

| 2025. március 25. 21:15 (UTC+3) |

| Kuvait | – | Omán |
| ------ | - | ---- |
|        |   |      |

| Jaber Al-Ahmad International Stadium, Kuvaitváros |

| 2025. június 5. |

| Irak | – | Dél-Korea |
| ---- | - | --------- |
|      |   |           |

| Baszrai Nemzetközi Stadion, Baszra |

| 2025. június 5. |

| Omán | – | Jordánia |
| ---- | - | -------- |
|      |   |          |

| Sultan Qaboos Sports Complex, Maszkat |

| 2025. június 5. |

| Kuvait | – | Palesztina |
| ------ | - | ---------- |
|        |   |            |

|  |

| 2025. június 10. |

| Dél-Korea | – | Kuvait |
| --------- | - | ------ |
|           |   |        |

|  |

| 2025. június 10. |

| Jordánia | – | Irak |
| -------- | - | ---- |
|          |   |      |

| Ammáni Nemzetközi Stadion, Ammán |

| 2025. június 10. |

| Palesztina | – | Omán |
| ---------- | - | ---- |
|            |   |      |

|  |

### C csoport
| Hely. | Csapat       | M | Gy | D | V | G+ | G– | Gk  | P  | Továbbjutás                                |     | Japán     | Ausztrália (ország) | Indonézia | Szaúd-Arábia | Bahrein   | Kína      |
| ----- | ------------ | - | -- | - | - | -- | -- | --- | -- | ------------------------------------------ | --- | --------- | ------------------- | --------- | ------------ | --------- | --------- |
| 1.    | Japán        | 6 | 5  | 1 | 0 | 22 | 2  | +20 | 16 | Kijut a 2026-os labdarúgó-világbajnokságra |     | —         | 1–1                 | jún. 10.  | márc. 25.    | márc. 20. | 7–0       |
| 2.    | Ausztrália   | 6 | 1  | 4 | 1 | 6  | 5  | +1  | 7  | Kijut a 2026-os labdarúgó-világbajnokságra |     | jún. 5.   | —                   | márc. 20. | 0–0          | 0–1       | 3–1       |
| 3.    | Indonézia    | 6 | 1  | 3 | 2 | 6  | 9  | −3  | 6  | Továbbjut a 4. fordulóba                   |     | 0–4       | 0–0                 | —         | 2–0          | márc. 25. | jún. 5.   |
| 4.    | Szaúd-Arábia | 6 | 1  | 3 | 2 | 3  | 6  | −3  | 6  | Továbbjut a 4. fordulóba                   |     | 0–2       | jún. 10.            | 1–1       | —            | 0–0       | márc. 20. |
| 5.    | Bahrein      | 6 | 1  | 3 | 2 | 5  | 10 | −5  | 6  |                                            |     | 0–5       | 2–2                 | 2–2       | jún. 5.      | —         | 0–1       |
| 6.    | Kína         | 6 | 2  | 0 | 4 | 6  | 16 | −10 | 6  |                                            | 1–3 | márc. 25. | 2–1                 | 1–2       | jún. 10.     | —         |           |

| 2024. szeptember 5. 20:10 (UTC+10) |

| Ausztrália | 0–1               | Bahrein             |
| ---------- | ----------------- | ------------------- |
|            | (0–0) Jegyzőkönyv | Souttar 89' (öngól) |

| Robina Stadion, Gold Coast Nézőszám: 24 644 Játékvezető: Omar Al-Ali (Egyesült Arab Emírségekbeli) |

| 2024. szeptember 5. 19:35 (UTC+9) |

| Japán                                                               | 7–0               | Kína |
| ------------------------------------------------------------------- | ----------------- | ---- |
| Endō 12' Mitoma 45+2' Minamino 52' 58' Itō 77' Maeda 87' Kubo 90+5' | (2–0) Jegyzőkönyv |      |

| Szaitama Stadion 2002, Szaitama Nézőszám: 52 398 Játékvezető: Abdulramán al-Dzsasszím (katari) |

| 2024. szeptember 5. 21:00 (UTC+3) |

| Szaúd-Arábia    | 1–1               | Indonézia |
| --------------- | ----------------- | --------- |
| Al-Juwayr 45+3' | (1–1) Jegyzőkönyv | Walsh 19' |

| King Abdullah Sports City Stadium, Dzsidda Nézőszám: 42 385 Játékvezető: Adham Makhadmeh (jordán) |

| 2024. szeptember 10. 19:00 (UTC+7) |

| Indonézia | 0–0         | Ausztrália |
| --------- | ----------- | ---------- |
|           | Jegyzőkönyv |            |

| Gelora Bung Tomo Stadion, Jakarta Nézőszám: 70 059 Játékvezető: Salman Ahmad Falahi (katari) |

| 2024. szeptember 10. 20:00 (UTC+8) |

| Kína               | 1–2               | Szaúd-Arábia   |
| ------------------ | ----------------- | -------------- |
| Lajami 14' (öngól) | (1–1) Jegyzőkönyv | Kadesh 39' 90' |

| Dalian Suoyuwan Football Stadium, Talien Nézőszám: 48 628 Játékvezető: Nasrullo Kabirov (tádzsik) |

| 2024. szeptember 10. 19:00 (UTC+3) |

| Bahrein | 0–5               | Japán                                            |
| ------- | ----------------- | ------------------------------------------------ |
|         | (0–1) Jegyzőkönyv | Ueda 37' (11-esből) 47' Morita 61' 64' Ogawa 81' |

| Bahreini Nemzeti Stadion, Riffa Nézőszám: 22 729 Játékvezető: Rustam Lutfullin (üzbegisztáni) |

| 2024. október 10. 19:40 (UTC+10:30) |

| Ausztrália                                | 3–1               | Kína            |
| ----------------------------------------- | ----------------- | --------------- |
| Miller 45+2' Goodwin 53' Velupillay 90+2' | (1–1) Jegyzőkönyv | Xie Wenneng 20' |

| Adelaide Oval, Adelaide Nézőszám: 46 219 Játékvezető: Nazmi Nasaruddin (maláj) |

| 2024. október 10. 19:00 (UTC+3) |

| Bahrein           | 2–2               | Indonézia                     |
| ----------------- | ----------------- | ----------------------------- |
| Marhoon 15' 90+9' | (1–1) Jegyzőkönyv | Oratmangoen 45+3' Struick 74' |

| Bahreini Nemzeti Stadion, Riffa Nézőszám: 10 731 Játékvezető: Ahmed Al-Kaf (ománi) |

| 2024. október 10. 21:00 (UTC+3) |

| Szaúd-Arábia | 0–2               | Japán                |
| ------------ | ----------------- | -------------------- |
|              | (0–1) Jegyzőkönyv | Kamada 14' Ogawa 81' |

| King Abdullah Sports City Stadium, Dzsidda Nézőszám: 56 283 Játékvezető: Kim Jong-hyeok (dél-koreai) |

| 2024. október 15. 19:35 (UTC+9) |

| Japán               | 1–1               | Ausztrália            |
| ------------------- | ----------------- | --------------------- |
| Burgess 76' (öngól) | (0–0) Jegyzőkönyv | Taniguchi 58' (öngól) |

| Szaitama Stadion 2002, Szaitama Nézőszám: 58 730 Játékvezető: Ahmed Al-Ali (kuvaiti) |

| 2024. október 15. 20:00 (UTC+8) |

| Kína                        | 2–1               | Indonézia |
| --------------------------- | ----------------- | --------- |
| Behram 21' Zhang Yuning 44' | (2–0) Jegyzőkönyv | Haye 86'  |

| Qingdao Youth Football Stadium, Csingtao Nézőszám: 37 133 Játékvezető: Omar Al-Ali (Egyesült Arab Emírségekbeli) |

| 2024. október 15. 21:00 (UTC+3) |

| Szaúd-Arábia | 0–0         | Bahrein |
| ------------ | ----------- | ------- |
|              | Jegyzőkönyv |         |

| King Abdullah Sports City, Dzsidda Nézőszám: 35 437 Játékvezető: Salman Ahmad Falahi (katari) |

| 2024. november 14. 20:10 (UTC+11) |

| Ausztrália | 0–0         | Szaúd-Arábia |
| ---------- | ----------- | ------------ |
|            | Jegyzőkönyv |              |

| Melbourne Rectangular Stadium, Melbourne Nézőszám: 27 491 Játékvezető: Adel Al-Naqbi (Egyesült Arab Emírségekbeli) |

| 2024. november 14. 17:00 (UTC+3) |

| Bahrein | 0–1   | Kína               |
| ------- | ----- | ------------------ |
|         | (0-0) | Zhang Yuning 90+1' |

| Bahreini Nemzeti Stadion, Riffa Nézőszám: 7,921 Játékvezető: Adham Makhadmeh (jordán) |

| 2024. november 15. 19:00 (UTC+7) |

| Indonézia | 0–4   | Japán                                                          |
| --------- | ----- | -------------------------------------------------------------- |
|           | (0-2) | - Hubner 35' (o.g.) - Minamino 40' - Morita 49' - Sugawara 69' |

| Gelora Bung Karno Stadion, Jakarta Nézőszám: 60 304 Játékvezető: Mooud Bonyadifard (iráni) |

| 2024. november 19. 18:15 (UTC+3) |

| Bahrein         | 2–2   | Ausztrália |
| --------------- | ----- | ---------- |
| Abduljabbar 75' | (0-1) | Yengi 1'   |

| Bahreini Nemzeti Stadion, Riffa Nézőszám: Ko Hyung-jin Játékvezető: 6 873 (dél-koreai) |

| 2024. november 19. 20:00 (UTC+8) |

| Kína              | 1–3   | Japán                       |
| ----------------- | ----- | --------------------------- |
| Lin Liangming 48' | (0-2) | - Ogawa 39' - Itakura 45+6' |

| Xiamen Egret Stadion, Sziamen Nézőszám: Muhammad Taqi Játékvezető: 45 336 (szingapúri) |

| 2024. november 19. 19:00 (UTC+7) |

| Indonézia     | 2–0   | Szaúd-Arábia |
| ------------- | ----- | ------------ |
| Marselino 32' | (1-0) |              |

| Gelora Bung Karno Stadion, Jakarta Nézőszám: Rustam Lutfullin Játékvezető: 55 970 (üzbegisztáni) |

| 2025. március 20. 19:35 (UTC+9) |

| Japán | – | Bahrein |
| ----- | - | ------- |
|       |   |         |

| Szaitama Stadion 2002, Szaitama |

| 2025. március 20. 20:10 (UTC+11) |

| Ausztrália | – | Indonézia |
| ---------- | - | --------- |
|            |   |           |

| Sydney Football Stadium, Sydney |

| 2025. március 20. 21:15 (UTC+3) |

| Szaúd-Arábia | – | Kína |
| ------------ | - | ---- |
|              |   |      |

| Király Szaud Egyetem Stadion, Rijád |

| 2025. március 25. 19:35 (UTC+9) |

| Japán | – | Szaúd-Arábia |
| ----- | - | ------------ |
|       |   |              |

| Szaitama Stadion 2002, Szaitama |

| 2025. március 25. 19:00 (UTC+8) |

| Kína | – | Ausztrália |
| ---- | - | ---------- |
|      |   |            |

| Hangzhou Olympic Expo Center, Hangcsou |

| 2025. március 25. 20:45 (UTC+7) |

| Indonézia | – | Bahrein |
| --------- | - | ------- |
|           |   |         |

| Gelora Bung Tomo Stadion, Jakarta |

| 2025. június 5. |

| Ausztrália | – | Japán |
| ---------- | - | ----- |
|            |   |       |

|  |

| 2025. június 5. |

| Bahrein | – | Szaúd-Arábia |
| ------- | - | ------------ |
|         |   |              |

| Bahreini Nemzeti Stadion, Riffa |

| 2025. június 5. |

| Indonézia | – | Kína |
| --------- | - | ---- |
|           |   |      |

|  |

| 2025. június 10. |

| Japán | – | Indonézia |
| ----- | - | --------- |
|       |   |           |

|  |

| 2025. június 10. |

| Szaúd-Arábia | – | Ausztrália |
| ------------ | - | ---------- |
|              |   |            |

|  |

| 2025. június 10. |

| Kína | – | Bahrein |
| ---- | - | ------- |
|      |   |         |

|  |